# Ronde van Spanje 2003
| Het peloton in Santander Eindklassement |                           |             |
| Algemeen klassement                     | Roberto Heras             | 69h 31' 52" |
| Tweede                                  | Isidro Nozal              | + 28"       |
| Derde                                   | Alejandro Valverde        | + 2' 25"    |
| Vierde                                  | Igor González de Galdeano | + 3' 27"    |
| Vijfde                                  | Francisco Mancebo         | + 4' 47"    |
| Zesde                                   | Manuel Beltrán            | + 5' 51"    |
| Zevende                                 | Michael Rasmussen         | + 5' 56"    |
| Achtste                                 | Félix Cárdenas            | + 6' 33"    |
| Negende                                 | Unai Osa                  | + 6' 51"    |
| Tiende                                  | Luis Pérez Rodríguez      | + 7' 56"    |
| Puntenklassement                        | Erik Zabel                | 181 punten  |
| Tweede                                  | Alejandro Valverde        | 161 punten  |
| Derde                                   | Alessandro Petacchi       | 160 punten  |
| Bergklassement                          | Félix Cárdenas            | 204 punten  |
| Tweede                                  | Unai Osa                  | 112 punten  |
| Derde                                   | Joan Horrach              | 101 punten  |

De 58e editie van de Ronde van Spanje (Vuelta a España) duurde van 6 tot 26 september 2003. Er waren drie individuele tijdritten en een ploegentijdrit. Er waren geen rustdagen tijdens deze editie.
De Spanjaard Roberto Heras werd de eindwinnaar. Erik Zabel won het puntenklassement en Félix Cárdenas werd de winnaar van het bergklassement.
- Aantal ritten: 21
- Totale afstand: 2957,0 km
- Gemiddelde snelheid: 42,536 km/h

## Belgische en Nederlandse prestaties

### Belgische etappezeges
- Er waren geen Belgische etappezeges in deze Ronde van Spanje.

### Nederlandse etappezeges
- Er waren geen Nederlandse etappezeges in deze Ronde van Spanje.

## Etappes
| Etappe           | Datum        | Steden                                       | km                | Winnaar             | Leider algemeen klassement |
| ---------------- | ------------ | -------------------------------------------- | ----------------- | ------------------- | -------------------------- |
| 1 ploegentijdrit | 6 september  | Gijón                                        | 30                | ONCE-Eroski         | Igor González de Galdeano  |
| 2                | 7 september  | Gijón - Cangas de Onís                       | 148               | Luis Pérez          | Joaquím Rodríguez          |
| 3                | 8 september  | Cangas de Onís - Santander                   | 154               | Alessandro Petacchi | Joaquím Rodríguez          |
| 4                | 9 september  | Santander - Burgos                           | 151               | Unai Etxebarria     | Isidro Nozal               |
| 5                | 10 september | Soria - Zaragoza                             | 167               | Alessandro Petacchi | Isidro Nozal               |
| 6                | 11 september | Zaragoza                                     | 43,8 Ind. tijdrit | Isidro Nozal        | Isidro Nozal               |
| 7                | 12 september | Huesca - Cauterets                           | 190               | Michael Rasmussen   | Isidro Nozal               |
| 8                | 13 september | Cauterets - Pla de Beret                     | 166               | Joaquím Rodríguez   | Isidro Nozal               |
| 9                | 14 september | Viella - Port Envalira                       | 175               | Alejandro Valverde  | Isidro Nozal               |
| 10               | 15 september | Andorra - Sabadell                           | 194               | Erik Zabel          | Isidro Nozal               |
| 11               | 16 september | Utiel - Cuenca                               | 162               | Erik Zabel          | Isidro Nozal               |
| 12               | 17 september | Cuenca - Albacete                            | 169               | Alessandro Petacchi | Isidro Nozal               |
| 13               | 18 september | Albacete                                     | 53,3 Ind. tijdrit | Isidro Nozal        | Isidro Nozal               |
| 14               | 19 september | Albacete – Valdepeñas                        | 167,5             | Alessandro Petacchi | Isidro Nozal               |
| 15               | 20 september | Valdepeñas - La Pandera                      | 172               | Alejandro Valverde  | Isidro Nozal               |
| 16               | 21 september | Jaén - Sierra Nevada                         | 154               | Félix Cárdenas      | Isidro Nozal               |
| 17               | 22 september | Granada - Córdoba                            | 188               | David Millar        | Isidro Nozal               |
| 18               | 23 september | Las Rozas - Las Rozas                        | 143               | Pedro Díaz Lobato   | Isidro Nozal               |
| 19               | 24 september | Alcobendas - Collado Villalba                | 164               | Filippo Simeoni     | Isidro Nozal               |
| 20               | 25 september | San Lorenzo de El Escorial - Alto de Abantos | 11,2 Ind. tijdrit | Roberto Heras       | Roberto Heras              |
| 21               | 26 september | Madrid                                       | 171,2             | Alessandro Petacchi | Roberto Heras              |